# Alzhan Zharmukhamedov
Alzhan Musurbekovich Zharmukhamedov (Tavaksai, 2 de outubro de 1944 – 3 de dezembro de 2022) foi um basquetebolista uzbeque que integrou a Seleção Soviética que conquistou a medalha de ouro nos XX Jogos Olímpicos de Verão realizados em Munique em 1972 e a medalha de bronze disputada nos XXI Jogos Olímpicos de Verão realizados em Montreal em 1976.